# Silurus triostegus
Silurus triostegus är en fiskart som beskrevs av Heckel, 1843. Silurus triostegus ingår i släktet Silurus och familjen malfiskar. Inga underarter finns listade i Catalogue of Life.